# Liste der denkmalgeschützten Objekte in Bruck an der Leitha
Die Liste der denkmalgeschützten Objekte in Bruck an der Leitha enthält die 66 denkmalgeschützten, unbeweglichen Objekte der Gemeinde Bruck an der Leitha.

## Denkmäler
| Foto |                 | Denkmal                                                                                    | Standort                                                                       | Beschreibung | Metadaten |
| ---- | --------------- | ------------------------------------------------------------------------------------------ | ------------------------------------------------------------------------------ | --- | --- |
| ja   | Datei hochladen | Mariazellerkreuz HERIS-ID: 14808 Objekt-ID: 11046                                          | bei Alte Wiener Straße 58 Standort KG: Bruck an der Leitha                     | Das Mariazellerkreuz ist ein mehrmals versetzter Urlauberbildstock aus der ersten Hälfte des 17. Jahrhunderts. | BDA-Hist.: Q37765781 Status: § 2a Stand der BDA-Liste: 2025-06-30 Name: Mariazellerkreuz GstNr.: 711 |
| ja   | Datei hochladen | Mariensäule HERIS-ID: 14804 Objekt-ID: 11042                                               | vor Altstadt 1 Standort KG: Bruck an der Leitha                                | Die Mariensäule wurde 1713 errichtet und 1992 restauriert. Auf einem Postament mit Statuen der hll. Sebastian, Rochus, Martin und Johannes Nepomuk auf der Säule eine gekrönte Maria Immaculata. Neben der Säule steht das gebauchte Steinbecken eines 1957 abgetragenen Röhrbrunnens. | BDA-Hist.: Q37765696 Status: § 2a Stand der BDA-Liste: 2025-06-30 Name: Mariensäule GstNr.: 511/3 |
| ja   | Datei hochladen | Bürgerhaus HERIS-ID: 14661 Objekt-ID: 10899seit 2014                                       | Burgenlandstraße 5 Standort KG: Bruck an der Leitha                            | Die ausgedehnte dreiseitige Anlage dieses Bürgerhauses mit breitem Straßentrakt entstand durch Zusammenlegung. Das Spionfenster am Eckerker war ehemals mit 1562 bezeichnet. | BDA-Hist.: Q37763058 Status: Bescheid Stand der BDA-Liste: 2025-06-30 Name: Bürgerhaus GstNr.: 168 |
| ja   | Datei hochladen | Bürgerhaus HERIS-ID: 14665 Objekt-ID: 10903                                                | Burgenlandstr. 7 / Schillerstr. 2 Standort KG: Bruck an der Leitha             | Dieses Eckhaus mit Eckerker stammt in der Substanz aus dem 16. Jahrhundert und hat vermutlich einen mittelalterlicher Kern. | BDA-Hist.: Q37763158 Status: Bescheid Stand der BDA-Liste: 2025-06-30 Name: Bürgerhaus GstNr.: 176 |
| ja   | Datei hochladen | Bürgerhaus HERIS-ID: 14669 Objekt-ID: 10907                                                | Burgenlandstraße 9 Standort KG: Bruck an der Leitha                            | Dieses dreiflügelige Eckhaus mit Eckerker wurde im 16. Jahrhundert errichtet. | BDA-Hist.: Q37763213 Status: Bescheid Stand der BDA-Liste: 2025-06-30 Name: Bürgerhaus GstNr.: 177 |
| ja   | Datei hochladen | Bürgerhaus HERIS-ID: 14671 Objekt-ID: 10909                                                | Burgenlandstraße 11 Standort KG: Bruck an der Leitha                           | Dieses Eckhaus mit Walmdach und Eckerker wurde im 16. Jahrhundert errichtet. | BDA-Hist.: Q37763268 Status: Bescheid Stand der BDA-Liste: 2025-06-30 Name: Bürgerhaus GstNr.: 194 |
| ja   | Datei hochladen | Bürgerhaus, ehem. Ackerbürgerhaus HERIS-ID: 59816 Objekt-ID: 71410                         | Burgenlandstraße 14 Standort KG: Bruck an der Leitha                           | Das ehemalige Ackerbürgerhaus, im Kern aus dem 15./16. Jahrhundert, wurde Mitte des 19. Jahrhunderts umgebaut. | BDA-Hist.: Q38088815 Status: Bescheid Stand der BDA-Liste: 2025-06-30 Name: Bürgerhaus, ehem. Ackerbürgerhaus GstNr.: 282 |
| ja   | Datei hochladen | Bürgerhaus HERIS-ID: 14675 Objekt-ID: 10913seit 2021                                       | Dr. Theodor Körner-Platz 6 Standort KG: Bruck an der Leitha                    | | BDA-Hist.: Q105664934 Status: Bescheid Stand der BDA-Liste: 2025-06-30 Name: Bürgerhaus GstNr.: 507 |
| ja   | Datei hochladen | Angebaute Kapelle HERIS-ID: 112794 Objekt-ID: 131014seit 2016                              | bei Dr. Theodor Körner-Platz 6 Standort KG: Bruck an der Leitha                | Die Kapelle beherbergt die Kreuzigungsgruppe aus der abgetragenen romanischen Martinskirche. | BDA-Hist.: Q37832300 Status: Bescheid Stand der BDA-Liste: 2025-06-30 Name: Angebaute Kapelle GstNr.: 507 Kapelle Theodor-Körner-Platz, Bruck an der Leitha |
| ja   | Datei hochladen | Jüdischer Friedhof HERIS-ID: 99276 Objekt-ID: 115380                                       | bei Fischamender Straße 28 Standort KG: Bruck an der Leitha                    | Ab Oktober 1944 wurden in der Umgebung von Bruck an der Leitha 1500 bis 2000 ungarische Juden als Zwangsarbeiter eingesetzt. An die 155 Personen, die in einem Massengrab an der Friedhofsmauer beerdigt sind, erinnert ein im Jahre 2009 enthüllter Gedenkstein. Anmerkung: Reihe 22, hinter der Friedhofskapelle | BDA-Hist.: Q37773893 Status: § 2a Stand der BDA-Liste: 2025-06-30 Name: Jüdischer Friedhof GstNr.: 2332 Grabstätte für NS-Opfer (Bruck an der Leitha) |
| ja   | Datei hochladen | Bürgerhaus HERIS-ID: 14677 Objekt-ID: 10915                                                | Hainburger Straße 6 Standort KG: Bruck an der Leitha                           | Eckhaus mit vierseitigem Hof, spätromanische Grundsubstanz, mehrfache Umbauten vom 14. bis ins 19. Jahrhundert | BDA-Hist.: Q37763387 Status: Bescheid Stand der BDA-Liste: 2025-06-30 Name: Bürgerhaus GstNr.: 144 |
| ja   | Datei hochladen | Ehem. Augustinereremitenkloster, sog. Burg HERIS-ID: 14689 Objekt-ID: 10927                | Hainburger Straße 8 Standort KG: Bruck an der Leitha                           | Der weitläufige Komplex von zwei- bis dreigeschoßigen Gebäuden besteht aus einer Vierflügelanlage um den Hof sowie zwei an die nördliche Stadtmauer angebauten ehemaligen Wirtschafts- und Gesindetrakten. Er wurde seit dem 14. Jahrhundert jeweils zweimal als Kloster und Spital genutzt und ist seit 1918 ein Wohnhaus. Die ehemalige Klosteranlage mit schlichten Fassaden stammt im Wesentlichen aus der 2. Hälfte des 17. Jahrhunderts. Die ehemalige Klosterkirche wurde 1790 profaniert und ihr Chor abgetragen. | BDA-Hist.: Q37763555 Status: Bescheid Stand der BDA-Liste: 2025-06-30 Name: Ehem. Augustinereremitenkloster, sog. Burg GstNr.: 139/1, 139/3 |
| ja   | Datei hochladen | Bürgerhaus HERIS-ID: 14682 Objekt-ID: 10920                                                | Hainburger Straße 13 Standort KG: Bruck an der Leitha                          | Zweigeschoßiges im Kern mittelalterliches Ackerbürgerhaus | BDA-Hist.: Q37763441 Status: Bescheid Stand der BDA-Liste: 2025-06-30 Name: Bürgerhaus GstNr.: 122 |
| ja   | Datei hochladen | Bürgerhaus, ehem. Passauer Hof HERIS-ID: 14624 Objekt-ID: 10862                            | Hauptplatz 1 Standort KG: Bruck an der Leitha                                  | Der ehemalige Passauer Hof ist ein Eckhaus mit langen Hofflügeln und rundem Eckerker. Die Kellergewölbe stammen noch aus der Romanik; die tonnengewölbte Einfahrt weist gotische Sitznischen aus dem 14. Jahrhundert auf. Das im Kern spätmittelalterliche Gebäude wurde mehrfach umgestaltet. Das Obergeschoß erhielt um 1800 eine Lisenengliederung. | BDA-Hist.: Q37762576 Status: Bescheid Stand der BDA-Liste: 2025-06-30 Name: Bürgerhaus, ehem. Passauer Hof GstNr.: 362 |
| ja   | Datei hochladen | Mariensäule HERIS-ID: 14606 Objekt-ID: 10844                                               | gegenüber Hauptplatz 1 Standort KG: Bruck an der Leitha                        | Die Mariensäule wurde 1707 errichtet. Auf einem hohen prismenförmigen Unterbau das Relief des knienden Stifterpaares und Inschriften. Um die wolkenumwundene Säule mit einer Maria Immaculata stehen 4 Engelsstatuen. | BDA-Hist.: Q37762208 Status: § 2a Stand der BDA-Liste: 2025-06-30 Name: Mariensäule GstNr.: 3 Mariensäule, Bruck an der Leitha |
| ja   | Datei hochladen | Bürgerhaus HERIS-ID: 14626 Objekt-ID: 10864                                                | Hauptplatz 2 Standort KG: Bruck an der Leitha                                  | Das Gebäude hat im Obergeschoß zwei freigelegte frühgotische Biforen aus gefasten Spitzbogen aus der Mitte bis 3. Viertel des 13. Jahrhunderts und eine spitzbogige Nische mit genastem Blendspitzbogen aus dem 14. Jahrhundert. Das gefaste Rundbogenportal mit seinem Löwenkopfscheitelstein stammt aus der Zeit um 1600, die Torflügeln aus der Mitte des 19. Jahrhunderts. Im Obergeschoß hofseitig teilweise vermauerte Pfeilerarkaden. Die Einfahrt und beide Geschoße sind mit Kreuzgratgewölben bzw. Stichkappentonnen gedeckt, ein Raum trägt im Gewölbescheitel die Bezeichnung 1724.                                                 | BDA-Hist.: Q37762586 Status: Bescheid Stand der BDA-Liste: 2025-06-30 Name: Bürgerhaus GstNr.: 367 |
| ja   | Datei hochladen | Bürgerhaus HERIS-ID: 14627 Objekt-ID: 10865                                                | Hauptplatz 3 Standort KG: Bruck an der Leitha                                  | Das Eckhaus mit einem langen Trakt in der Wiener Gasse stammt in der Bausubstanz aus dem Mittelalter. Bei einer Restaurierung im Jahr 1985 wurden Schlitzfenster des ehemaligen Wohnturms aus dem 13. Jahrhundert sowie mehrere mittelalterliche Bauteile freigelegt. | BDA-Hist.: Q37762594 Status: Bescheid Stand der BDA-Liste: 2025-06-30 Name: Bürgerhaus GstNr.: 13 |
| ja   | Datei hochladen | Bürgerhaus HERIS-ID: 14628 Objekt-ID: 10866                                                | Hauptplatz 4 Standort KG: Bruck an der Leitha                                  | Der Kern des Gebäudes stammt aus dem 2. Viertel des 13. Jahrhunderts, davon ist der ehemalige, später ummauerte Wohnturm mit Kreuzrippengewölbe auf Lilienkonsolen erhalten. Der dreigeschoßige Straßentrakt zeigt ein Fassadendekor teilweise aus der Zeit um 1740, das mittige Korbbogenportal trägt die Renovierungsjahreszahl 1740. Die Hauptgeschoßfenster haben eine barocke Rahmung und Übergiebelung. Tonnengewölbe und Stichkappentonnen stammen aus dem 16./17. Jahrhundert. | BDA-Hist.: Q37762606 Status: Bescheid Stand der BDA-Liste: 2025-06-30 Name: Bürgerhaus GstNr.: 11 |
| ja   | Datei hochladen | Pfarrhof HERIS-ID: 14629 Objekt-ID: 10867                                                  | Hauptplatz 5 Standort KG: Bruck an der Leitha                                  | Der Pfarrhof stammt in seiner Substanz aus dem 16. Jahrhundert und wurde 1732 umgebaut. Die tiefe dreiflügelige Anlage weist einen dreigeschoßigen Straßentrakt mit zwei übergiebelten Korbbogenportalen auf. Der sogenannte Freskensaal im Erdgeschoß zeigt Wand- und Deckenmalereien aus der 2. Hälfte des 16. Jahrhunderts. | BDA-Hist.: Q37762627 Status: § 2a Stand der BDA-Liste: 2025-06-30 Name: Pfarrhof GstNr.: 10 |
| ja   | Datei hochladen | Wohnhaus HERIS-ID: 14630 Objekt-ID: 10868                                                  | Hauptplatz 6 Standort KG: Bruck an der Leitha                                  | Das zweigeschoßige um 1870/80 erbaute Wohnhaus hat eine strenghistoristische Fassade und im Keller eine zweischiffige Pfeilerhalle mit Stichkappentonnengewölben aus dem 16./17. Jahrhundert. | BDA-Hist.: Q37762645 Status: § 2a Stand der BDA-Liste: 2025-06-30 Name: Wohnhaus GstNr.: 9 |
| ja   | Datei hochladen | Bürgerhaus HERIS-ID: 14631 Objekt-ID: 10869                                                | Hauptplatz 7 Standort KG: Bruck an der Leitha                                  | Das Gebäude stammt im Kern aus der Zeit um 1500, die historistische Fassade aus dem 3. Viertel des 19. Jahrhunderts. Im Keller und im Erdgeschoß gibt es Gewölbe, die tonnengewölbte Einfahrt ist zum Platz hin mit einer Stichkappentonne verlängert. Das Obergeschoß und der Stiegenaufgang des Hofflügels ruhen auf wuchtigen geschwungenen Kragsteinen aus dem 16. Jahrhundert. Innen Stuckdekor vom Ende des 17. Jahrhunderts, im Keller ist das Portalgewände mit 1780 bezeichnet. | BDA-Hist.: Q37762653 Status: § 2a Stand der BDA-Liste: 2025-06-30 Name: Bürgerhaus GstNr.: 9 |
| ja   | Datei hochladen | Schule HERIS-ID: 14632 Objekt-ID: 10870                                                    | Hauptplatz 8 Standort KG: Bruck an der Leitha                                  | Die Volksschule ist ein dreigeschoßiger Bau, erbaut 1874 nach Plänen des Baumeisters Siegel, 1974 renoviert. Der blockhafte, neunachsige Trakt zum Hauptplatz hin hat eine kräftige historistische Fassadengliederung, die Konsolentraufe ein Fruchtgehängefries und im Mittelfenstergiebel befindet sich das Stadtwappen, von Putten gehalten. | BDA-Hist.: Q37762687 Status: § 2a Stand der BDA-Liste: 2025-06-30 Name: Schule GstNr.: 6 |
| ja   | Datei hochladen | Kriegerdenkmal, Garten/Park (Gesamtanlage) HERIS-ID: 14815 Objekt-ID: 11053                | Hauptplatz Standort KG: Bruck an der Leitha                                    | 1908 angelegter Schulpark, von Umfriedung mit Gusseisenstehern umgeben, Obelisk von 1922 mit Inschriftentafel von 1964 für die Gefallenen von 1945 | BDA-Hist.: Q37765908 Status: § 2a Stand der BDA-Liste: 2025-06-30 Name: Kriegerdenkmal, Garten/Park (Gesamtanlage) GstNr.: 3 |
| ja   | Datei hochladen | Bürgerhaus HERIS-ID: 14645 Objekt-ID: 10883                                                | Hauptplatz 12 Standort KG: Bruck an der Leitha                                 | Identadresse Hainburgerstraße 1. Dichte Bausubstanz aus dem 16. Jahrhundert, 1872 adaptiert. Das Obergeschoß zur Hainburgerstraße ist mehrfach profiliert. In beiden Geschoßen gibt es gewölbte Räume, hofseitig im Obergeschoß Kreuzgratgewölbe aus der Mitte des 16. Jahrhunderts von einem ehemals offenen Arkadengang, vorgesetzter Stiegenaufgang mit Steintreppen. In der Einfahrt steht in einer Nische eine hölzerne Pietà in Formen von Anfang des 16. Jahrhunderts. | BDA-Hist.: Q37762925 Status: Bescheid Stand der BDA-Liste: 2025-06-30 Name: Bürgerhaus GstNr.: 79 |
| ja   | Datei hochladen | Bürgerhaus HERIS-ID: 14647 Objekt-ID: 10885                                                | Hauptplatz 13 Standort KG: Bruck an der Leitha                                 | Identadresse Hainburgerstraße 2. Das repräsentative, im 2. Viertel des 18. Jahrhunderts umgebaute Bürgerhaus hat seitlich ein von übereck gestellten Pilastern gerahmtes barockes Portal mit gekröpftem Gesims, Volutenkeilstein und schmiedeeiserner Oberlichte. Hofseitig segmentbogige, zweigeschoßige Pfeilerarkaden. Im Inneren befinden sich Kreuzgrat- und Platzlgewölbe aus dem 16. und 18. Jahrhundert. | BDA-Hist.: Q37762945 Status: Bescheid Stand der BDA-Liste: 2025-06-30 Name: Bürgerhaus GstNr.: 146 |
| ja   | Datei hochladen | Röhrbrunnen HERIS-ID: 14603 Objekt-ID: 10841                                               | gegenüber Hauptplatz 15 Standort KG: Bruck an der Leitha                       | Röhrbrunnen mit polygonalem Becken, gefaster Pfeiler mit Kugelaufsatz 17. Jahrhundert (hierher versetzt). Anmerkung: siehe Fehlerliste | BDA-Hist.: Q37762111 Status: § 2a Stand der BDA-Liste: 2025-06-30 Name: Röhrenbrunnen GstNr.: 3 |
| ja   | Datei hochladen | Rathaus, ehem. Bezirksbehörde, Stadtarchiv HERIS-ID: 14649 Objekt-ID: 10887                | Hauptplatz 16 Standort KG: Bruck an der Leitha                                 | Die vierseitige Anlage mit ihren in der 2. Hälfte des 19. Jahrhunderts veränderten Hoftrakten wurde 1953 nochmals umgebaut. Die Fassade zum Hauptplatz stammt aus der 2. Hälfte des 19. Jahrhunderts, das barocke Schmiedeeisengitter des mittleren Balkonerkers aus dem 18. Jahrhundert. | BDA-Hist.: Q37762957 Status: § 2a Stand der BDA-Liste: 2025-06-30 Name: Rathaus, ehem. Bezirksbehörde, Stadtarchiv GstNr.: 160 |
| ja   | Datei hochladen | Pest-/Dreifaltigkeitssäule HERIS-ID: 14605 Objekt-ID: 10843                                | gegenüber Hauptplatz 16 Standort KG: Bruck an der Leitha                       | Die Dreifaltigkeitssäule wurde nach der Pest von 1692/93 errichtet. Auf einem Dreipasssockel mit Volutenstreben stehen Statuen der hll. Maria, Florian, Rochus und zwei adorierende Engel, sowie auf einer schlanken Säule die Dreifaltigkeitsgruppe. Auf dem Podest ein Relief des Stadtwappens von Bruck und Restaurierungsbezeichnungen 1891 und 1989. | BDA-Hist.: Q37762165 Status: § 2a Stand der BDA-Liste: 2025-06-30 Name: Pest-/Dreifaltigkeitssäule GstNr.: 3 Dreifaltigkeitssäule (Bruck an der Leitha) |
| ja   | Datei hochladen | Bürgerhaus, ehem. Poststation HERIS-ID: 14650 Objekt-ID: 10888                             | Hauptplatz 17 Standort KG: Bruck an der Leitha                                 | Das Bürgerhaus mit breitem Platztrakt weist im Obergeschoß barocke Fensterverdachungen auf. In der Muschelnische zwischen den Mittelfenstern steht eine mit 1725 bezeichnete Statue der Maria Immaculata. | BDA-Hist.: Q37762969 Status: Bescheid Stand der BDA-Liste: 2025-06-30 Name: Bürgerhaus, ehem. Poststation GstNr.: 161 |
| ja   | Datei hochladen | Florianibrunnen HERIS-ID: 14604 Objekt-ID: 10842                                           | gegenüber Hauptplatz 18 Standort KG: Bruck an der Leitha                       | Bezeichnet 1713, Brunnenbecken, auf Brunnenpfeiler Aufsatz mit Wasserspeier, Statue hl. Florian | BDA-Hist.: Q37762120 Status: § 2a Stand der BDA-Liste: 2025-06-30 Name: Florianibrunnen GstNr.: 3 |
| ja   | Datei hochladen | Bürgerhaus HERIS-ID: 14654 Objekt-ID: 10892                                                | Hauptplatz 21 Standort KG: Bruck an der Leitha                                 | Die ausgedehnte Vierflügelanlage enthält ein gefastes Rundportal sowie in der Front zur Kirchengasse Steingewändefenster jeweils aus dem 16. Jahrhundert. Den bemerkenswerten Innenhof umgibt ein zweigeschoßiger, zum Teil abgemauerter Arkadengang. | BDA-Hist.: Q37763004 Status: Bescheid Stand der BDA-Liste: 2025-06-30 Name: Bürgerhaus GstNr.: 360 |
| ja   | Datei hochladen | Stadtturm samt Anbauten HERIS-ID: 49566 Objekt-ID: 53417seit 2014                          | Hauptplatz 22 Standort KG: Bruck an der Leitha                                 | Der Stadtturm ist der Kirchturm der Pfarrkirche Bruck an der Leitha und stammt aus der Zeit um 1230. Er ist von Anbauten umgeben. Der Turm steht über quadratischem Grundriss etwas schräg zur barocken Achse der Kirche. Der Turm ist bis zum Schallgeschoß mittelalterlich mit Schartenfenstern und einem Spitzbogenfenster auf der Westseite, etwa 13./14. Jahrhundert. Der obere Umlaufgang mit profilierten Kragsteinen stammt aus dem 16. Jahrhundert. Das barocke Glockengeschoß etwa aus dem Jahre 1740 hat Eckpilaster, eingezogene Schallfenster einen Giebelkranz und barocke Ziffernblätter. Die Zwiebelhaube wurde 1799 errichtet. | BDA-Hist.: Q38034654 Status: Bescheid Stand der BDA-Liste: 2025-06-30 Name: Stadtturm samt Anbauten GstNr.: 2 Pfarrkirche Bruck an der Leitha |
| ja   | Datei hochladen | Kath. Pfarrkirche hl. Dreifaltigkeit HERIS-ID: 14602 Objekt-ID: 10840                      | bei Hauptplatz 22 Standort KG: Bruck an der Leitha                             | 1738–1742 Baumeister Johann Georg Wimpassinger, Bildhauer Martin Vögerl, Steinmetze Johann Georg Högl, Johann Baptist Regondi | BDA-Hist.: Q1257651 Status: § 2a Stand der BDA-Liste: 2025-06-30 Name: Kath. Pfarrkirche hl. Dreifaltigkeit GstNr.: 1 Pfarrkirche Bruck an der Leitha |
| ja   | Datei hochladen | Bürgerhaus HERIS-ID: 14685 Objekt-ID: 10923                                                | Haydngasse 3 Standort KG: Bruck an der Leitha                                  | Das Wohnhaus mit zwei Hofflügeln stammt im Baukern aus dem 16. Jahrhundert. Heute wird sein Anblick von secessionistischem Fassadendekor und einem späthistoristischen Holztor geprägt. | BDA-Hist.: Q37763481 Status: Bescheid Stand der BDA-Liste: 2025-06-30 Name: Bürgerhaus GstNr.: 382 |
| ja   | Datei hochladen | Bildstock HERIS-ID: 14819 Objekt-ID: 11057                                                 | bei Höfleiner Straße 19 Standort KG: Bruck an der Leitha                       | Die sogenannte Gerichtssäule ist ein mächtiger gotischer, barock veränderter, Pfeiler im Bereich der ehemaligen mittelalterlichen Richtstätte. Der Aufsatz ist vierseitig in gotischen Nischen geöffnet, hat Eckpilaster mit krönenden Kugeln, ein Pyramidendach und ein Schmiedeeisenkreuz. Der Schaft ist mit 1626 bezeichnet, die Reliefs innen stammen ebenfalls aus dieser Zeit und zeigen die Krönung Mariens, Maria Regina mit Kind („Hainburger Mutter Gottes“), König David (?) und einen Johannes Nepomuk aus der ersten Hälfte des 18. Jahrhunderts.                                                                                 | BDA-Hist.: Q37765950 Status: § 2a Stand der BDA-Liste: 2025-06-30 Name: Bildstock GstNr.: 1194 |
| ja   | Datei hochladen | Bürgerhaus HERIS-ID: 14694 Objekt-ID: 10932                                                | Kirchengasse 5 Standort KG: Bruck an der Leitha                                | Das repräsentative Bürgerhaus stammt in seiner Grundsubstanz aus dem 16. Jahrhundert und wurde bis 1788 zweimal umgebaut. Der historistische Fassadendekor und der Eckerker nehmen die spätbarocke Gliederung des Gebäudes auf. | BDA-Hist.: Q37763717 Status: Bescheid Stand der BDA-Liste: 2025-06-30 Name: Bürgerhaus GstNr.: 351 |
| ja   | Datei hochladen | Bürgerhaus HERIS-ID: 14701 Objekt-ID: 10939                                                | Kirchengasse 8 Standort KG: Bruck an der Leitha                                | Das zweigeschoßige Bürgerhaus mit Eckerker stammt ursprünglich aus dem 16. Jahrhundert. Ende des 18. Jahrhunderts wurde es umgebaut und später historistisch fassadiert. | BDA-Hist.: Q37763916 Status: Bescheid Stand der BDA-Liste: 2025-06-30 Name: Bürgerhaus GstNr.: 383 |
| ja   | Datei hochladen | Bürgerhaus HERIS-ID: 14705 Objekt-ID: 10943                                                | Kirchengasse 11 Standort KG: Bruck an der Leitha                               | Der breite Straßentrakt der weitläufigen Anlage weist in der Mitte einen Erker vom Anfang des 16. Jahrhunderts sowie späthistoristische Fassadenelemente auf. | BDA-Hist.: Q37763994 Status: Bescheid Stand der BDA-Liste: 2025-06-30 Name: Bürgerhaus GstNr.: 337, 338 |
| ja   | Datei hochladen | Bürgerhaus HERIS-ID: 14714 Objekt-ID: 10952                                                | Kirchengasse 20 Standort KG: Bruck an der Leitha                               | Das Bürgerhaus mit rundem Eckerker stammt im Kern aus dem 16. Jahrhundert. | BDA-Hist.: Q37764147 Status: Bescheid Stand der BDA-Liste: 2025-06-30 Name: Bürgerhaus GstNr.: 473 |
| ja   | Datei hochladen | Figur hl. Johannes Nepomuk HERIS-ID: 14805 Objekt-ID: 11043                                | gegenüber Lagerstraße 7 Standort KG: Bruck an der Leitha                       | Die Statue des hl. Johannes Nepomuk stammt aus dem 2. Viertel des 18. Jahrhunderts und steht an der Leithabrücke Richtung Bruckneudorf. | BDA-Hist.: Q37765712 Status: § 2a Stand der BDA-Liste: 2025-06-30 Name: Figur hl. Johannes Nepomuk GstNr.: 525 Nepomukstatue Leithakanalbrücke, Bruck an der Leitha |
| ja   | Datei hochladen | Figur hl. Johannes Nepomuk HERIS-ID: 14811 Objekt-ID: 11049                                | gegenüber Leithagürtel 24 Standort KG: Bruck an der Leitha                     | Die Statue des hl. Johannes Nepomuk stammt aus dem 2. Viertel des 18. Jahrhunderts und steht an der Brücke über den Leithakanal. | BDA-Hist.: Q37765863 Status: § 2a Stand der BDA-Liste: 2025-06-30 Name: Figur hl. Johannes Nepomuk GstNr.: 218 Nepomukstatue Leithagürtel, Bruck an der Leitha |
| ja   | Datei hochladen | Wohnhaus HERIS-ID: 14720 Objekt-ID: 10958                                                  | Leithagürtel 28 Standort KG: Bruck an der Leitha                               | Das zweigeschoßige Gebäude diente früher möglicherweise als Poststation. Es weist eine klassizistisch-biedermeierliche Fassade aus der 1. Hälfte des 19. Jahrhunderts auf. Das Relief im Giebel zeigt einen von Genien gehaltenen Doppeladler; in den Lünetten im Erdgeschoß sind allegorische Figuren dargestellt. | BDA-Hist.: Q37764372 Status: Bescheid Stand der BDA-Liste: 2025-06-30 Name: Wohnhaus GstNr.: 214 Leithagürtel 28, Bruck an der Leitha |
| ja   | Datei hochladen | Ehem. Stadttheater HERIS-ID: 14746 Objekt-ID: 10984                                        | Raiffeisengürtel 43 Standort KG: Bruck an der Leitha                           | Das ehemalige Stadttheater wurde 1904 in späthistoristisch-neoklassizistischen Formen mit einer Giebelfront und einem vorgestellten Portikus erbaut. Spätere Veränderungen im Inneren wegen verschiedener Nutzungen wurden bei der Renovierung im Jahr 1989 teilweise rückgängig gemacht. | BDA-Hist.: Q37764852 Status: § 2a Stand der BDA-Liste: 2025-06-30 Name: Ehem. Stadttheater GstNr.: 1070 |
| ja   | Datei hochladen | Evang. Pfarrkirche A.B., Matthäuskirche HERIS-ID: 14813 Objekt-ID: 11051seit 2020          | Raiffeisengürtel 55 Standort KG: Bruck an der Leitha                           | Die Evangelische Kirche in Bruck an der Leitha wurde 1963–1964 errichtet. | BDA-Hist.: Q102418136 Status: Bescheid Stand der BDA-Liste: 2025-06-30 Name: Evang. Pfarrkirche A.B., Matthäuskirche GstNr.: 1103 Matthäuskirche (Bruck an der Leitha) |
| ja   | Datei hochladen | Bürgerhaus HERIS-ID: 14752 Objekt-ID: 10990seit 2003                                       | Schillerstraße 9 Standort KG: Bruck an der Leitha                              | Das zweigeschoßige Wohnhaus stammt im Kern aus dem 16./17. Jahrhundert, nach neueren dendrochronologischen Untersuchungen wurde es erst nach der Mitte des 18. Jahrhunderts erbaut. Die Fassade hat Plattenstildekor, ein Rundbogenportal und Fenster mit profilierten Sohlbänken. In der Einfahrt eine Flachtonne, im Erdgeschoß und im Stiegenaufgang Kreuzgratgewölbe. Die Einfahrt vermittelt den (einzigen) Zugang zur Nikolauskapelle / ehemaligen Synagoge im Hinterhof. | BDA-Hist.: Q37764944 Status: Bescheid Stand der BDA-Liste: 2025-06-30 Name: Bürgerhaus GstNr.: 159 |
| ja   | Datei hochladen | Nikolauskapelle, ehem. Synagoge HERIS-ID: 14753 Objekt-ID: 10991seit 1938                  | hinter Schillerstraße 9 Standort KG: Bruck an der Leitha                       | Die Brucker Synagoge wurde um 1300 errichtet und nur gute 100 Jahre als Synagoge verwendet. Sie geriet in Vergessenheit, wurde für eine christliche Kapelle gehalten und als solche unter Denkmalschutz gestellt, was sich bis heute in der Objektbezeichnung niederschlägt. Das Gebäude stellt eine der besterhaltenen mittelalterlichen Synagogen in Mitteleuropa dar. | BDA-Hist.: Q26844312 Status: Bescheid Stand der BDA-Liste: 2025-06-30 Name: Nikolauskapelle, ehem. Synagoge GstNr.: 159 Synagogue Bruck an der Leitha |
| ja   | Datei hochladen | Bürgerhaus HERIS-ID: 14766 Objekt-ID: 11004                                                | Schmerlinggasse 3 Standort KG: Bruck an der Leitha                             | Das zweigeschoßige ehemalige Handwerkerhaus mit tonnengewölbter Einfahrt stammt im Kern aus dem 16. Jahrhundert. | BDA-Hist.: Q37765213 Status: Bescheid Stand der BDA-Liste: 2025-06-30 Name: Bürgerhaus GstNr.: 352 |
| ja   | Datei hochladen | Wohnhaus HERIS-ID: 14774 Objekt-ID: 11012                                                  | Schubertstraße 15 Standort KG: Bruck an der Leitha                             | Der ursprünglich romanische Lehenhof ist nach teilweisem Abbruch und Giebelabtragung heute ein fragmentierter Bau. Die Gliederung der Fassade mit einem unterwölbten Flacherker und einem mächtigen Rundbogentor stammt aus der 1. Hälfte des 16. Jahrhunderts. | BDA-Hist.: Q37765315 Status: Bescheid Stand der BDA-Liste: 2025-06-30 Name: Wohnhaus GstNr.: 450 |
| ja   | Datei hochladen | Bürgerhaus HERIS-ID: 14770 Objekt-ID: 11008                                                | Schubertstraße 16 Standort KG: Bruck an der Leitha                             | Der hakenförmige barocke Ackerbürgerhof wurde um 1753 auf älterer Grundlage umgebaut. Die reich gestaltete Fassade weit profilierte Fensterrahmungen und ein Korbbogenportal auf. | BDA-Hist.: Q37765244 Status: Bescheid Stand der BDA-Liste: 2025-06-30 Name: Bürgerhaus GstNr.: 398 |
| ja   | Datei hochladen | Bürgerhaus HERIS-ID: 14776 Objekt-ID: 11014                                                | Stefaniegasse 3 Standort KG: Bruck an der Leitha                               | Das Bürgerhaus mit einem Korbbogenportal aus der 2. Hälfte des 18. Jahrhunderts stammt im Kern aus dem 16. Jahrhundert. | BDA-Hist.: Q37765376 Status: § 2a Stand der BDA-Liste: 2025-06-30 Name: Bürgerhaus GstNr.: 148 |
| ja   | Datei hochladen | Ehem. Bürgerspital HERIS-ID: 14778 Objekt-ID: 11016                                        | Stefaniegasse 5 Standort KG: Bruck an der Leitha                               | Die dreiflügelige Anlage des ehemaligen Bürgerspitals stammt im Kern aus dem 16. Jahrhundert. Das Obergeschoß mit Rundbogenfenstern wurde 1853 umgebaut. Die ehemalige Kapelle ist in den Straßentrakt integriert und durch ein barockes Portal hervorgehoben. Der spätbarocke Zentralraum von 1762 ist im Inneren mit Scheinarchitektur ausgemalt. | BDA-Hist.: Q37765440 Status: § 2a Stand der BDA-Liste: 2025-06-30 Name: Ehem. Bürgerspital GstNr.: 149 |
| ja   | Datei hochladen | Ehem. Bezirksgericht, ehem. Pflegerhof HERIS-ID: 14780 Objekt-ID: 11018                    | Stefaniegasse 11 Standort KG: Bruck an der Leitha                              | Der weitläufige, um einen Hof angeordnete Komplex des Bezirksgerichts diente von 1745 bis 1850 als Rathaus. Die zweigeschoßige Hauptfront weist zwei schräg gestellte, im Kern spätgotische Eckerker auf. Die Innenräume sind von barocken und biedermeierzeitlichen Umbauten und Ausstattungen geprägt. | BDA-Hist.: Q37765471 Status: § 2a Stand der BDA-Liste: 2025-06-30 Name: Ehem. Bezirksgericht, ehem. Pflegerhof GstNr.: 142 |
| ja   | Datei hochladen | Bürgerhaus, Gasthof Zur Linde HERIS-ID: 14787 Objekt-ID: 11025                             | Wiener Gasse 1 Standort KG: Bruck an der Leitha                                | Die ausgedehnte Anlage des Gasthofs wurde in der 1. Hälfte des 18. Jahrhunderts über einer wesentlich älteren Grundlage ausgebaut und erhielt damals ihre monumentale Straßenfront. Die Durchfahrt weist ein Kreuzgratgewölbe aus dem 16. Jahrhundert auf; auch die Gewölbe einiger Räume gehen bis in diese Zeit zurück. | BDA-Hist.: Q37765544 Status: Bescheid Stand der BDA-Liste: 2025-06-30 Name: Bürgerhaus, Gasthof Zur Linde GstNr.: 368 Gasthof zur Linde, Bruck an der Leitha |
| ja   | Datei hochladen | Bürgerhaus HERIS-ID: 14795 Objekt-ID: 11033                                                | Wiener Gasse 10 Standort KG: Bruck an der Leitha                               | Das Eckhaus mit einem Walmdach stammt im Baukern aus dem 16. Jahrhundert. | BDA-Hist.: Q37765633 Status: Bescheid Stand der BDA-Liste: 2025-06-30 Name: Bürgerhaus GstNr.: 32 |
| ja   | Datei hochladen | Bürgerhaus HERIS-ID: 14798 Objekt-ID: 11036                                                | Wiener Gasse 11 Standort KG: Bruck an der Leitha                               | Das Bürgerhaus besteht aus zwei ursprünglich benachbarten spätgotischen Häusern. Der Flacherker im Osttrakt stammt aus dem 16. Jahrhundert. Der an den Wiener Turm angebaute Teil des Gebäudes mit einem Rundbogenportal stammt im Kern aus dem 14. Jahrhundert. | BDA-Hist.: Q37765670 Status: Bescheid Stand der BDA-Liste: 2025-06-30 Name: Bürgerhaus GstNr.: 403/1 |
| ja   | Datei hochladen | Wiener Turm HERIS-ID: 14823 Objekt-ID: 11061                                               | bei Wiener Gasse 11 Standort KG: Bruck an der Leitha                           | Der Wiener Turm ist der ehemalige Flankenturm des Wiener Tores (1885 abgetragen), Bruchsteinbau mit Ortsteinen und Pyramidendach auf quadratischem Grundriss. Am Aufgang befindet sich eine Eisenplattentüre aus dem 17. Jahrhundert. | BDA-Hist.: Q37766008 Status: Bescheid Stand der BDA-Liste: 2025-06-30 Name: Wiener Turm GstNr.: 403/2 |
| ja   | Datei hochladen | Kindergarten HERIS-ID: 14801 Objekt-ID: 11039                                              | Wiener Gasse 13 Standort KG: Bruck an der Leitha                               | Der Kindergarten wurde 1898 eröffnet. Das eingeschoßige Eckhaus hat eine späthistoristische Putzfassade, ein Rundbogenportal mit gerader Verdachung und in den Zwickeln in Stuck die Kaiserinsignien. | BDA-Hist.: Q37765688 Status: § 2a Stand der BDA-Liste: 2025-06-30 Name: Kindergarten GstNr.: 401 |
| ja   | Datei hochladen | Stadtbefestigung (Gesamtanlage) HERIS-ID: 14620 Objekt-ID: 10858                           | Standort KG: Bruck an der Leitha                                               | Die Stadtbefestigung ist noch weitgehend und gut erhalten. Sie stammt ursprünglich aus der 1. Hälfte des 13. Jahrhunderts und wurde 1481 sowie nochmals im 16. Jahrhundert verstärkt. Sie besteht aus einer fast acht Meter hohen inneren Ringmauer mit Türmen, Zinnen und Scharten sowie einer etwa vier Meter hohen äußeren Zwingermauer. Außerhalb verlief der teilweise ebenfalls noch erhaltene Stadtgraben. | BDA-Hist.: Q37762522 Status: Bescheid Stand der BDA-Liste: 2025-06-30 Name: Stadtbefestigung (Gesamtanlage) GstNr.: 457, 458, 459, 464, 63, 454, 427, 412, 426, 448, 430, 445, 438, 453, 460, 463, 468, 446, 447, 455, 425, 437, 442, 456, 222, 440, 449, 444, 441, 443, 424, 411, 421, 471, 418, 419, 434, 436, 435 City wall of Bruck an der Leitha |
| ja   | Datei hochladen | Ehem. Kapuzinerkloster HERIS-ID: 14754 Objekt-ID: 10992                                    | Schillerstraße 10 Standort KG: Prugg Schloß                                    | Die vierflügelige, teilweise von einer Mauer umgebene Anlage wurde laut Inschrift 1625 von Carl Graf Harrach gestiftet. Im Jahr 1784 wurde das Kloster aufgehoben und zu Wohngebäuden umgebaut. Die ehemalige Klosterkirche diente später als Schüttkasten. | BDA-Hist.: Q37764975 Status: Bescheid Stand der BDA-Liste: 2025-06-30 Name: Ehem. Kapuzinerkloster GstNr.: 26, 25 |
| ja   | Datei hochladen | Stall- und Reitschulgebäude sowie Stadtmauerteil HERIS-ID: 14758 Objekt-ID: 10996seit 2021 | Schloßgasse 6 Standort KG: Prugg Schloß                                        | Unmittelbar an den Bereich des einstigen Gesindehauses und der Stallungen des Schlosses anschließend, wurde in der ersten Hälfte des 18. Jahrhunderts entlang der Stadtmauer eine Reitschule mit rechteckigem Innenhof errichtet. | BDA-Hist.: Q105664936 Status: Bescheid Stand der BDA-Liste: 2025-06-30 Name: Stall- und Reitschulgebäude sowie Stadtmauerteil GstNr.: 1/14, 22, 24, 36 Schloss Prugg - Stall- und Reitschulgebäude |
| ja   | Datei hochladen | Anlage Schloss Prugg mit Harrachpark HERIS-ID: 33703 Objekt-ID: 31413                      | Schloßgasse 10 Standort KG: Prugg Schloß                                       | Das Schloss Prugg wurde 1242 erstmals urkundlich erwähnt und war ursprünglich eine Wasserburg und Grenzfestung. 17071–711 wurde es von Johann Lukas von Hildebrandt als Barockschloss neu gestaltet. 1854–1858 erfolgte ein neuerlicher Umbau im englischen Tudorstil. Der mit dem barocken Umbau entstandene Schlossgarten wurde 1789 in einen englischen Garten umgewandelt, der nicht zuletzt aufgrund seiner frühen Anlage als einer der bedeutendsten österreichischen Landschaftsgärten gilt. | BDA-Hist.: Q1748480 Status: Bescheid Stand der BDA-Liste: 2025-06-30 Name: Anlage Schloss Prugg mit Harrachpark GstNr.: 1/12, 1/14, 19, 22, 28, 1/39, 1/40, 1/41 Prugg Castle |
| ja   | Datei hochladen | Wohnhaus HERIS-ID: 14764 Objekt-ID: 11002                                                  | Schloßmühlgasse 14 Standort KG: Prugg Schloß                                   | Der zweigeschoßige kubische Bau zählt zu den Nebengebäuden des Schlosses Prugg. Er stammt im Kern aus dem 17. Jahrhundert, wurde im 18. und 19. Jahrhundert allerdings umgebaut. | BDA-Hist.: Q37765173 Status: Bescheid Stand der BDA-Liste: 2025-06-30 Name: Wohnhaus GstNr.: 32 |
| ja   | Datei hochladen | Kath. Pfarrkirche hll. Peter und Paul HERIS-ID: 17126 Objekt-ID: 13400                     | gegenüber Hauptstraße 129 Standort KG: Wilfleinsdorf                           | Die Pfarrkirche steht etwas erhöht in der Ortsmitte. Sie wurde Anfang des 18. Jahrhunderts über mittelalterlichen Grundmauern im Barockstil erbaut und weist eine gegliederte Westfassade sowie einen hohen Ostturm von 1737 auf. | BDA-Hist.: Q37834391 Status: § 2a Stand der BDA-Liste: 2025-06-30 Name: Kath. Pfarrkirche hll. Peter und Paul GstNr.: 157 Pfarrkirche Wilfleinsdorf |
| ja   | Datei hochladen | Figurenbildstock HERIS-ID: 17127 Objekt-ID: 13401                                          | gegenüber Hauptstraße 129 Standort KG: Wilfleinsdorf                           | Die Pieta auf einer hohen toskanischen Säule steht unmittelbar nordwestlich der Pfarrkirche. | BDA-Hist.: Q37834408 Status: § 2a Stand der BDA-Liste: 2025-06-30 Name: Figurenbildstock GstNr.: 1733/22 |
| ja   | Datei hochladen | Figur hl. Johannes von Nepomuk HERIS-ID: 17128 Objekt-ID: 13402                            | Standort KG: Wilfleinsdorf                                                     | Die Statue des hl. Johannes Nepomuk aus der 1. Hälfte des 18. Jahrhunderts steht nördlich außerhalb des Ortes. | BDA-Hist.: Q37834426 Status: § 2a Stand der BDA-Liste: 2025-06-30 Name: Figur hl. Johannes von Nepomuk GstNr.: 2080 |
| ja   | Datei hochladen | Bildstock HERIS-ID: 17129 Objekt-ID: 13403                                                 | südwestlich Sarasdorfer Straße 16, vor dem Friedhof Standort KG: Wilfleinsdorf | Der wuchtige Tabernakelpfeiler aus der 1. Hälfte des 16. Jahrhunderts steht nahe dem Friedhof. | BDA-Hist.: Q37834444 Status: § 2a Stand der BDA-Liste: 2025-06-30 Name: Bildstock GstNr.: 1791 |